# Estação Ferroviária de Louveira
A Estação Ferroviária de Louveira foi a primera estação ferroviária construída e inaugurada pela Companhia Paulista de Estradas de Ferro (CPEF), em 31 de março de 1872.

## História
Foi inaugurada originalmente com o nome de Capivary, uma vez que fica paralela ao Rio Capivari, mas teve seu nome alterado para Louveira em 1880, provavelmente devido à construção, pela Companhia Ytuana de Estradas de Ferro, de uma estação homônima na cidade de Capivari.
No início dos anos 1920, a Companhia Paulista eletrifica sua linha tronco entre Jundiaí e Campinas, construindo nas proximidades da estação Louveira uma subestação elétrica batizada de Francisco de Monlevade, atualmente tombada (como a estação) pelos órgãos de preservação do estado.
Após incorporar a Companhia Paulista à Fepasa em 1971, o governo do estado financiou um estudo sobre a malha ferroviária identificando que, das 323 estações de passageiros do estado, 127 possuíam baixa demanda (incluindo Louveira). Assim, em 1978, Louveira e outras 126 estações foram desativadas pela Fepasa como forma de diminuir o déficit financeiro da empresa.

## Projetos
A estação, assim como a de Campinas e uma futura em Valinhos, faz parte do projeto de trens regionais da Companhia Paulista de Trens Metropolitanos em seu eixo norte. Ela será atendida pelo futuro Trem Intermetropolitano, que partirá de Francisco Morato e servirá como serviço parador, obedecendo as paradas da extensão operacional da linha 7-Rubi mais essas três estações. Esse projeto será realizado pela iniciativa privada em contrato de concessão, com previsão para ocorrer em 2021, e envolverá, além de restauro das paragens da CPEF, readequação e reeletrificação do trecho.